# Månsträsket (Burträsks socken, Västerbotten)
Månsträsket är en sjö i Skellefteå kommun i Västerbotten och ingår i Umeälvens huvudavrinningsområde. Sjön har en area på 1,74 kvadratkilometer och ligger 278 meter över havet. Sjön avvattnas av vattendraget Månsträskån (Kvarnån). Vid provfiske har bland annat abborre, gers, gädda och löja fångats i sjön.

## Delavrinningsområde
Månsträsket ingår i det delavrinningsområde (718586-167249) som SMHI kallar för Utloppet av Månsträsket. Medelhöjden är 305 meter över havet och ytan är 15,18 kvadratkilometer. Räknas de 12 avrinningsområdena uppströms in blir den ackumulerade arean 117,55 kvadratkilometer. Månsträskån (Kvarnån) som avvattnar avrinningsområdet har biflödesordning 4, vilket innebär att vattnet flödar genom totalt 4 vattendrag innan det når havet efter 181 kilometer. Avrinningsområdet består mestadels av skog (63 procent) och sankmarker (20 procent). Avrinningsområdet har 1,72 kvadratkilometer vattenytor vilket ger det en sjöprocent på 11,3 procent.

## Fisk
Vid provfiske har följande fisk fångats i sjön:
- Abborre
- Gärs
- Gädda
- Löja
- Mört